# Friedrich Bopparder
Friedrich Bopparder (* um 1460 in Valwig; † 21. März 1519 in Karden) war ein Vikar, Scholaster und Stiftsdekan im Kollegiatstift St. Castor (Karden).

## Leben
Im Jahre 1485 studierte Bopparder in Köln und im Jahr 1486 erhielt er durch Papst Innozenz VIII. sein Kanonikat für das Kollegiatstift St. Castor in Karden. Am 15. Mai 1505 wurde Friedrich Bopparder (Bopperter) von Valwig nach dem Tod des Dekans Ludwig Perit im Kapitelsaal von 10 anwesenden Kapitularkanonikern im Beisein von den als Kompromissaren wirkenden Kapitularen Bartholomäus Glockner und Johann von Kehrig (Kerich) im Modus des Kompromisses (per mixtam viam videlicet compromissi) zum neuen Dekan von St. Castor in Karden gewählt.
Das Ergebnis der Wahl wurde im Anschluss daran vom Kapitel des Stifts zur Bestätigung nach Rom gesendet. Jedoch lehnte – obwohl die Wahl aufgrund eines apostolischen Indults erfolgt war – Papst Julius II. es ab, das Ergebnis zu bestätigen, ohne dass die Gründe dafür hinterlegt wurden. Statt seiner wurde am 25. Juni 1506 Hermann Fomelen (Foemelen, Femelen) Kleriker des Bistums Paderborn zum Dekan von Münstermaifeld ernannt. Um Hermann Fomelen zu Einkünften zu verhelfen, beorderte Papst Julius II. am 10. September 1507 Dignitäre (katholische Würdenträger) der Stifte St. Gereon, Köln, St. Kastor, Koblenz und St. Simeon, Trier zu Konservatoren (Stiftungsverwaltern).
Jedoch wehrte sich das Stift St. Kastor in Karden und weigerte sich, Fomelen in sein Amt einzuführen. Am 13. Juli 1508 zahlten Friedrich Bopparder und Johann Incus zwar einen Betrag von 100 Gulden für sich selbst und für ihre Mitkanoniker an den Dekan von St. Kastor als den Konservator von Hermann Fomelen, allerdings ist die Deutung dieser Geste unklar. Entweder sollte die Zahlung als Abfindung nach einer Erklärung Fomelens zum einseitigen Verzicht auf sein Amt als Dekan in Karden dienen, oder es sollte als Zeichen des guten Willens verstanden werden, die Umstände nicht in einem Streit eskalieren zu lassen.
Als 1516 nach dem Verzicht von Johann Pfaffenhagen ein neuer Leiter für die Stiftsschule nötig wurde, stellte sich Friedrich Bopparder erneut zu einer weiteren Wahl und wurde als neuer Scholaster gewählt, der von da an seinem Vorgänger eine jährliche Rente in Höhe von 12 Dukaten zahlte. Im Totenverzeichnis wurde später verzeichnet, dass Bopparder besondere Präsenzgelder an Kanoniker und Vikare, die an den Vigiloffizien von Ostern und Pfingsten  teilnahmen, zahlte und zahlreiche Stiftungen in den Kirchen von Karden, Müden, Cond, Valwig, Hambuch und Ernst hinterlassen habe.